# Morpho diadema
Morpho diadema is een vlinder uit de familie Nymphalidae. De wetenschappelijke naam van de soort is voor het eerst geldig gepubliceerd door Hans Fruhstorfer.